# 拓跋地干
拓跋地干（?—?），代国宗室，拓跋什翼犍第六子，拓跋寔君、拓跋寔、拓跋翰、拓跋阏婆的弟弟，魏道武帝拓跋珪的叔父。
376年，拓跋什翼犍重病，前秦天王苻坚派苻洛、张蚝率军攻打代国。拓跋寔君联合拓跋什翼犍侄子拓跋斤作乱，杀死父亲什翼犍和阏婆等兄弟篡位。前秦趁机发兵，消灭了代国。拓跋地干可能在这次政变中被杀。淝水之战、苻坚败死后，386年，拓跋寔的儿子拓跋珪建立北魏，以拓跋地干的儿子拓跋顺为南安公、毗陵王。